# Інститут Бутантан
Інститут Бутантан (порт. Instituto Butantan) — біомедичний дослідницький центр, розташований у місті Сан-Паулу, Бразилія та підпорядкований Секретаріату охорони здоров'я штату Сан-Паулу. Інститут розташований на кампусі Університету Сан-Паулу.
інститут був заснований бразильським терапевтом та дослідником Віталом Бразілом в 1901, згідно з парадигмою Інституту Пастера, тобто з поєднанням фундаментальних біомедичних досліджень з впровадженням результатів досліджень у виробництво та фінансовою підтримкою за рахунок такої діяльності. Це міжнародно відомий інститут, перш за все через дослідження отруйних тварин. Інститут підтримує найбільшу у світі колекцію змійу світі, що складається з понад 54 тис. екземплярів, та є головним виробником у штаті вакцин проти багатьох інфекційних хвороб, таких як сказ, гепатит, ботулізм, стовбняк, дифтерія, коклюш і туберкульоз, так саме як і полі- і моновалентних протиотрут проти укусів змій, ящірок, бджіл, скорпіонів та павуків (що історично почали розроблятися Віталом Бразілом та його співробітниками на початку 20-го століття).